# Mathilde Bonaparte

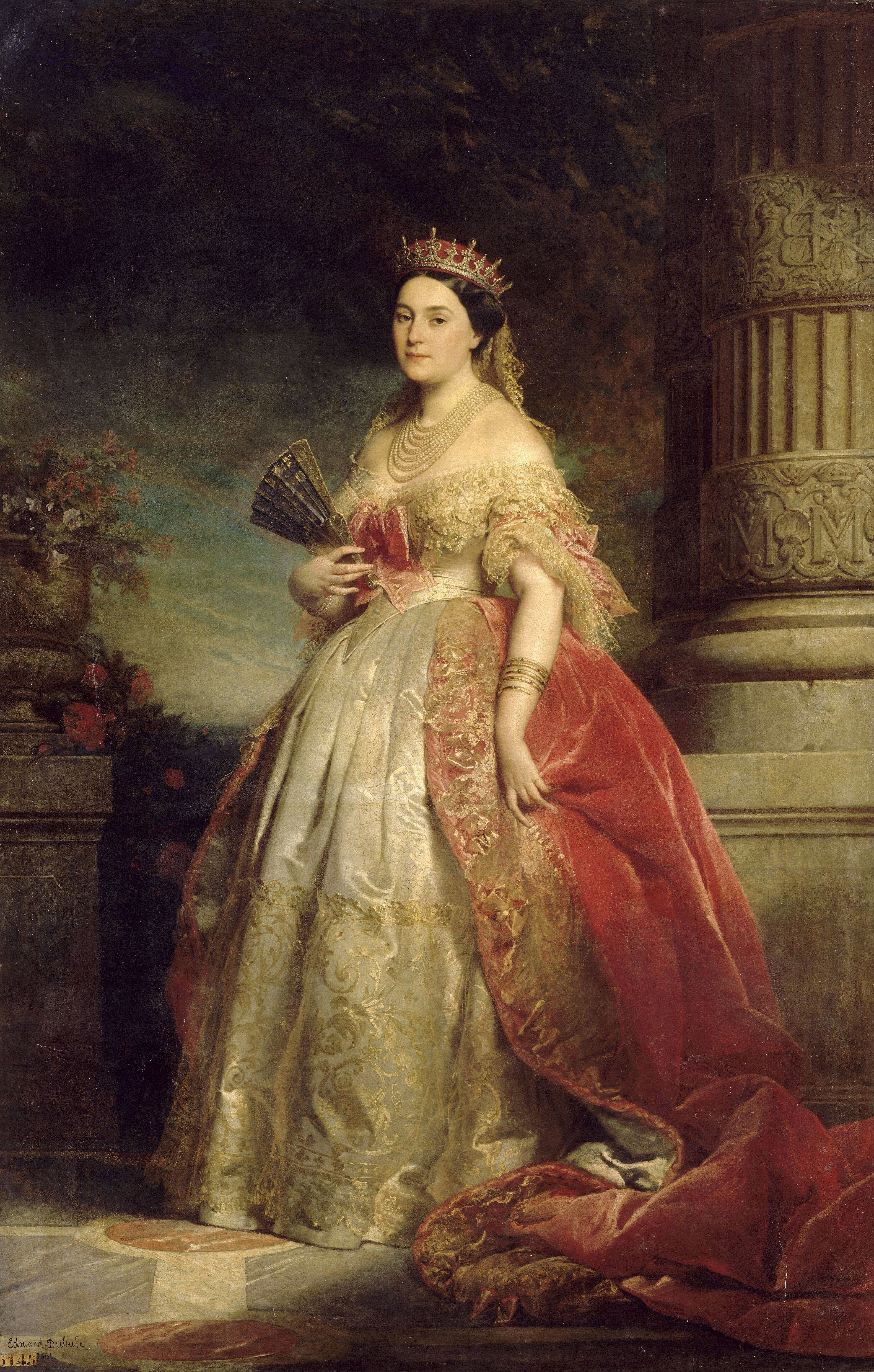
Édouard Dubufe: Prinzessin Mathilde, Öl auf Leinwand, 1861

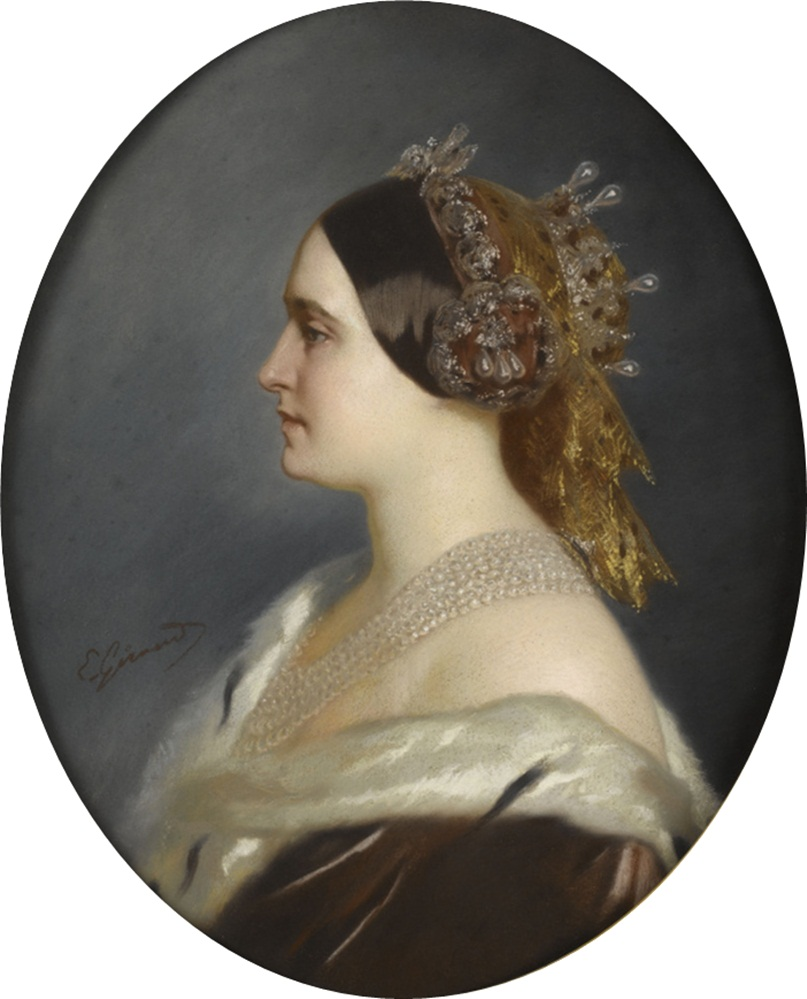
Mathilde Bonaparte, von Eugène Giraud 1865, Schloss Compiègne

Mathilde Lætitia Wilhelmine Bonaparte, Prinzessin Napoléon, auch Mathilde-Létizia (* 27. Mai 1820 in Triest; † 2. Januar 1904 in Paris), war die Tochter von Napoléons jüngstem Bruder Jérôme Bonaparte und dessen zweiter Ehefrau Katharina von Württemberg. Sie widmete sich der Pastell- und der Aquarellmalerei und unterhielt ab den 1850er Jahren in ihrem Pariser Hôtel particulier einen künstlerischen und literarischen Salon. Im Zweiten Kaiserreich ihres Cousins Napoleon III. wurde sie zur führenden Figur der Kulturszene.

## Leben
Geboren in Triest ein Jahr vor dem Tode ihres Onkels Napoléon im Exil auf St. Helena, wuchs die Tochter des vormals (von 1807 bis 1813) regierenden Königs von Westphalen an dessen häufig wechselnden Exilorten auf: zuerst in Triest, wo die Familie die Villa Necker bewohnte, ab 1823 in Rom, ab 1829 in Porto San Giorgio und ab 1831 in Florenz; sie besuchte auch gelegentlich die Heimat ihrer Mutter in Stuttgart, wo ihr Onkel König Wilhelm I. regierte. In der Absicht, zwei der Geschwister-Linien Napoleons zu einer neuen Hauptlinie der Bonaparte zu vereinen, wurde Mathilde im Alter von 15 Jahren 1835 zunächst mit ihrem Cousin Louis Napoleon (dem späteren Napoleon III.) verlobt, doch nach Louis Napoleons misslungenem Putschversuch von 1836 und seiner Flucht ins englische Exil löste Mathildes Vater Jérôme die Verlobung umgehend wieder auf.
Am 1. November 1840 heiratete sie in Florenz stattdessen den schwerreichen russischen Bergbau- und Stahlerben Anatole Demidow, einen Sohn des Grafen Nikolai Demidow und der Baroness Jelisaweta Stroganowa. Kurz vor der Hochzeit erhielt Demidow aufgrund seiner karitativen und wirtschaftlichen Tätigkeiten in der Toskana von Großherzog Leopold II. den Titel Fürst von San Donato verliehen. Dabei ging es auch darum, Mathilde einen ebenbürtigen Gemahl zu verschaffen. Der Titel wurde jedoch vom russischen Zaren Nikolaus I., einem Cousin von Mathildes Mutter, nie anerkannt. In Paris und in seiner Villa di San Donato bei Florenz lebte Demidow ein extravagantes Leben und investierte einen Großteil seines Vermögens in Kunst und Schmuck. Die Ehe war jedoch bald geprägt von Seitensprüngen und Streitigkeiten. Anatole hatte eine langjährige Affäre mit Valentine de Sainte-Aldegonde, der verheirateten Duchesse Talleyrand de Dino – eine Beziehung, die er gegen Mathildes Willen fortsetzte.
Mathilde verließ daraufhin Florenz zusammen mit ihrem Liebhaber, dem Bildhauer Alfred Émilien de Nieuwerkerke, und mit der Schmucksammlung ihres Ehemanns. Die Ehe wurde schließlich 1847 geschieden und Anatole wurde rechtlich dazu gezwungen, einen jährlichen Unterhalt in Höhe von 200.000 Francs an Mathilde zu zahlen. Trotz seiner vehementen Forderungen erhielt Anatole seinen Schmuck nie zurück. Der jahrelange Streit um die Rückgabe der Schmuckstücke und die Beziehung mit der Herzogin von Dino füllten die Gesellschaftsspalten der Zeitungen.
Ende 1848 wurde Louis Napoleon zum französischen Präsidenten gewählt. Da er zunächst noch unverheiratet und Mathilde seine nächste weibliche Anverwandte war, fungierte sie bis zu seiner Heirat mit Eugénie de Montijo (Anfang 1853) trotz der einst aufgelösten Verlobung offiziell als Première dame (First Lady) bzw. Maîtresse de maison (Hausherrin im Élysée-Palast) an seiner Seite. Sie übte auf ihn einen bedeutenden Einfluss aus. 1851 erwarb sie eine schloßartige Villa in Saint-Gratien (Val-d’Oise), die sie bis zu ihrem Tod als Landsitz nutzte.

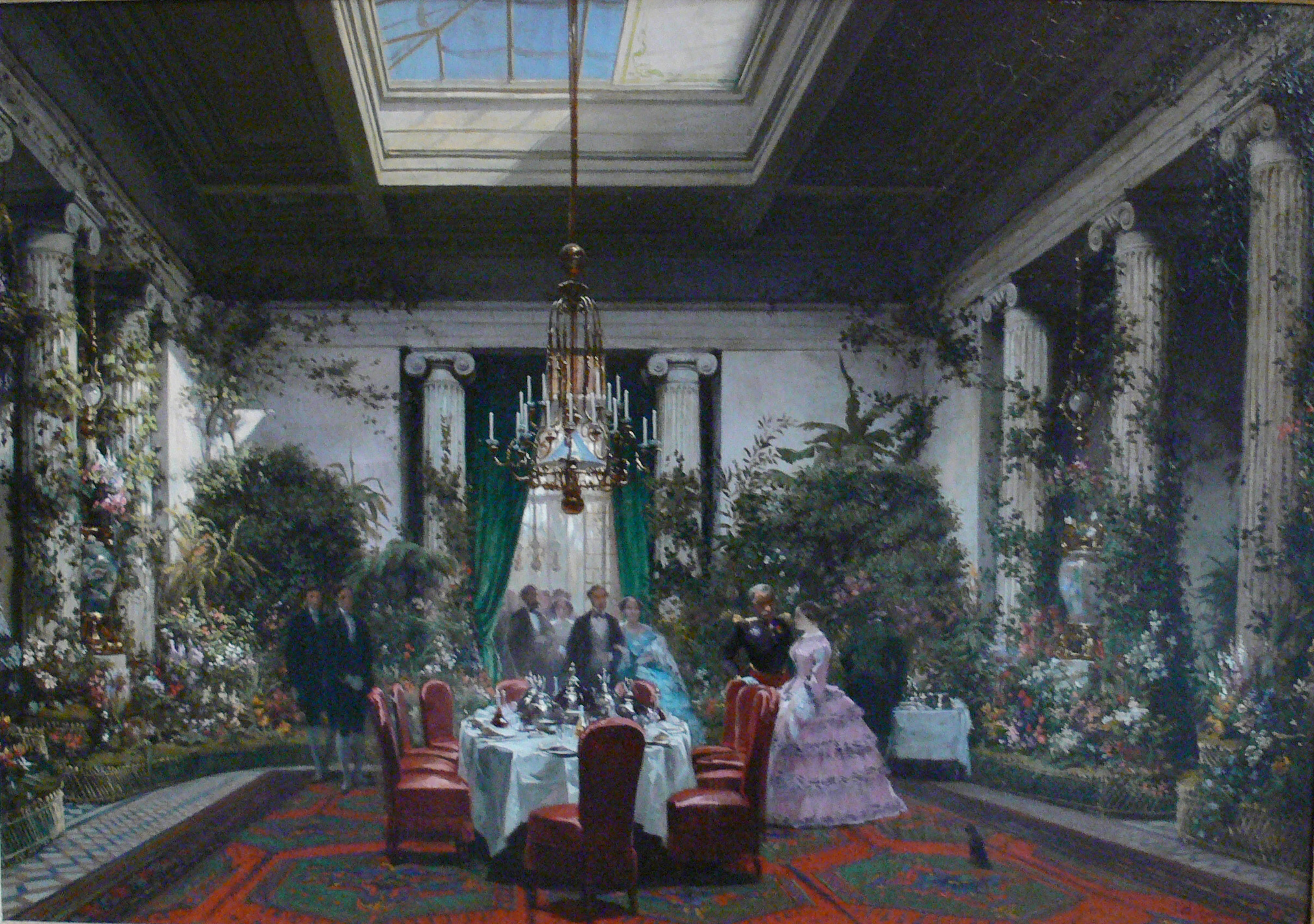
Prinzessin Mathilde empfängt Gäste zum Essen in ihrem Pariser Palais (1854, Sébastien Charles Giraud)

Zu Beginn des Zweiten Kaiserreichs 1852 erhielt sie, wie alle Bonapartes, den Titel princesse Napoléon, mit der Anrede Kaiserliche Hoheit (Altesse Impériale). Der Kaiser erwarb in Paris, nahe dem von ihm angelegten Boulevard Haussmann, ein prachtvolles Palais in der Rue de Courcelles 24–28, das er ihr zur Verfügung stellte. Ihr Vater Jérôme, potentieller Thronerbe des Kaisers von 1852 bis zur Geburt des Kronprinzen Napoléon Eugène Louis Bonaparte 1856, wurde Präsident des Senats, ihr jüngerer Bruder Napoléon-Jérôme, genannt „Plon-Plon“, der nächste in der Thronfolge, wurde Divisionsgeneral, 1864 Mitglied und Vizepräsident des Geheimen Rats und heiratete 1859 eine savoyische Königstochter, woraufhin die Einigung Italiens mit französischer Unterstützung durchgesetzt wurde und Frankreich Savoyen und Nizza gewann. 
In Paris wurde Mathilde während und nach dem Zweiten Kaiserreich zu einer der führenden Figuren aristokratischer und bildungsbürgerlicher Kunst- und Literaturkreise; in der Kaiserzeit wurde sie als „Notre-Dame-des-Arts“ bezeichnet. Ihr Geliebter Alfred Émilien de Nieuwerkerke wurde zum Generaldirektor der staatlichen Museen ernannt. In ihrem Salon, der für seinen Esprit und freien Ton bekannt war, verkehrten so unterschiedliche Persönlichkeiten wie Gustave Flaubert, Théophile Gautier, die Brüder Goncourt und Charles-Augustin Sainte-Beuve.
Nach Anatole Demidows Tod am 29. April 1870 und dem Sturz Napoléons III. im September 1870 heiratete Mathilde im Dezember 1873 den Künstler und Schriftsteller Claudius Popelin (1825–1892). Während ihr Bruder, seit 1879 Oberhaupt und Thronprätendent des Hauses Bonaparte, die politischen Ansprüche der Bonapartisten verfocht und 1886 aus Frankreich verbannt wurde, beschränkte sich Mathilde auf die Pflege ihres kulturellen Netzwerks. In der Dreyfus-Affäre stellte sie sich auf die Seite der „Dreyfusards“ und unterstützte die Forderung nach einer Revision und der Rehabilitation des unschuldig angeklagten jüdischen Offiziers Alfred Dreyfus.
Klein und junonisch in Aussehen und Haltung, glich die Prinzessin auch in ihren Gesichtszügen ihrem Onkel, dem großen Empereur, und mit ihrer Erscheinung und ihrer Stimme trug sie die barsche Art der Bonapartes zur Schau. 1896, in der Zweiten Französischen Republik, wurde sie von der Regierung offiziell eingeladen, beim Besuch des jungen russischen Zaren Nikolaus II., der nach Paris kam, um die Französisch-Russische Allianz zu bekräftigen, mitzuwirken, indem sie ihn – einen Enkel ihres Cousins zweiten Grades mütterlicherseits Alexander II. – an Napoléons Grab im Invalidendom begleiten sollte. Diese „Ehre“, den um etliche Generationen späteren Thron-Nachfolger des Zaren Alexander I., der 1804 mit Napoléon gebrochen und ihn dann bekämpft hatte, an dessen Grab zu führen, wies sie mit den Worten zurück, sie habe ihre eigenen Schlüssel zum Dom (in dem auch ihr Vater liegt).
In Marcel Prousts Roman Auf der Suche nach der verlorenen Zeit spielt die Prinzessin Mathilde eine Randrolle. Sie ist eine gute Bekannte des Romanhelden Charles Swann. Tatsächlich zählte dessen reales Vorbild Charles Haas zu ihrem Freundeskreis.

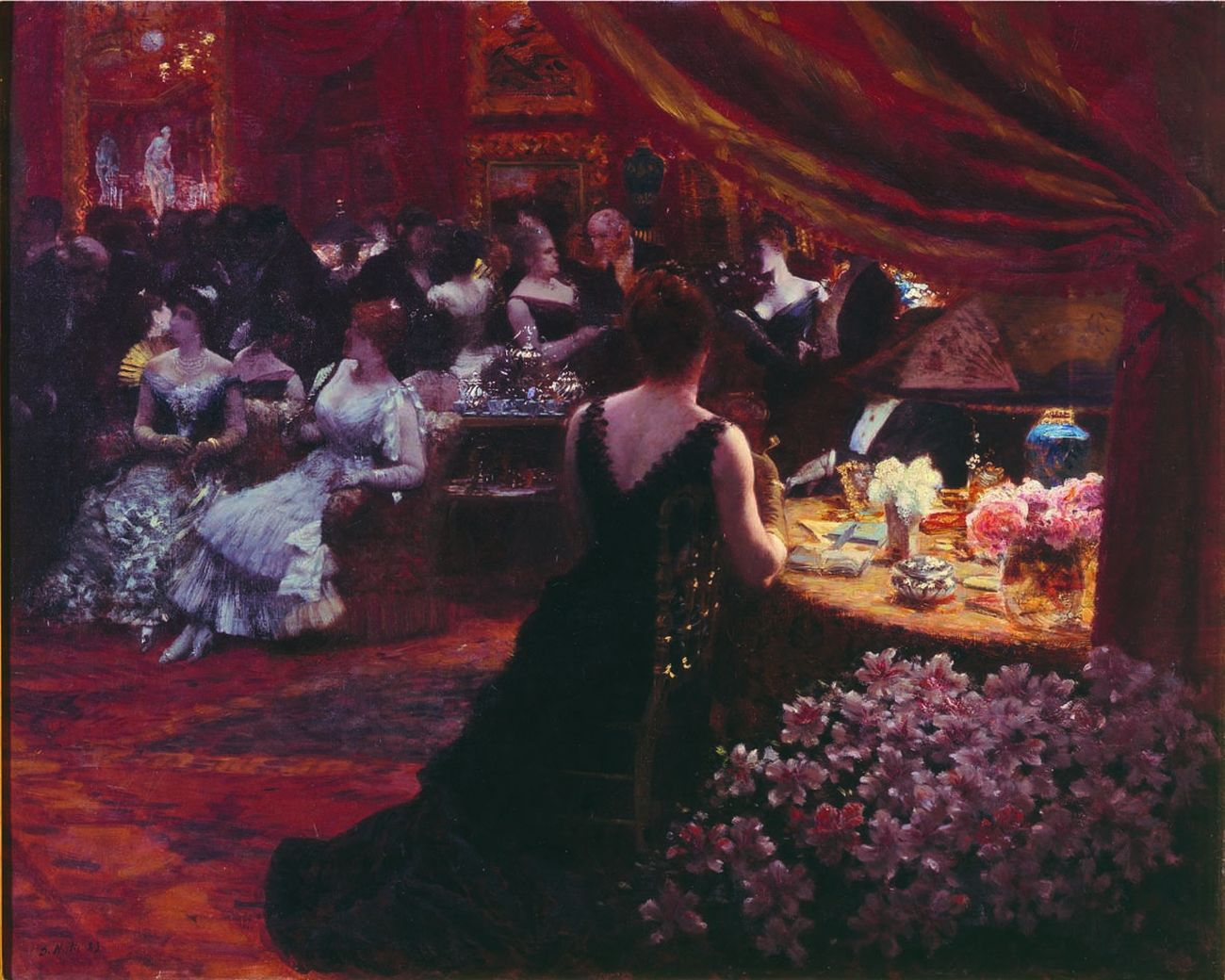
Salon der Prinzessin Mathilde (1883, von Giuseppe De Nittis)
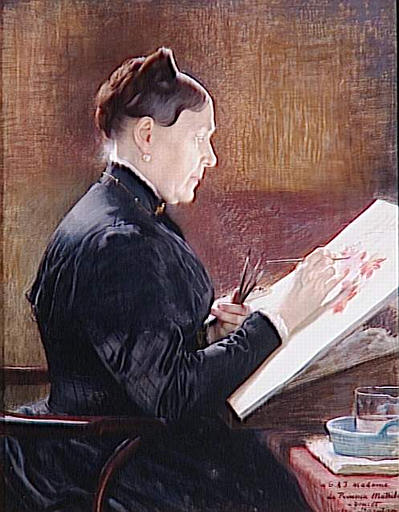
Prinzessin Mathilde beim Malen (1894, von Henri Lucien Doucet)
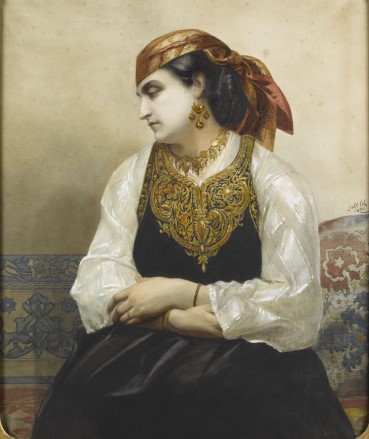
Eine algerische Jüdin (1866, von Mathilde Bonaparte)
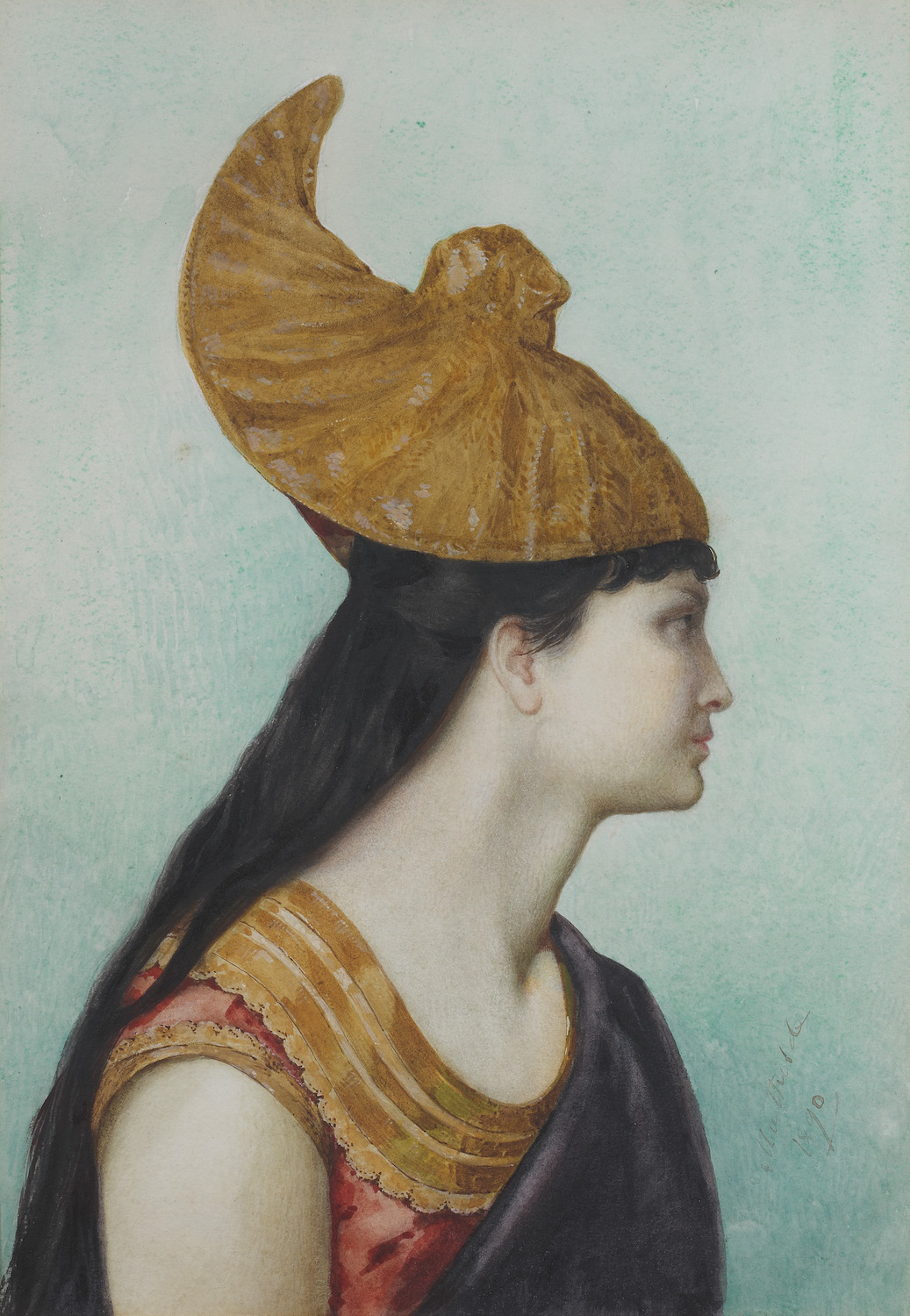
Salammbô (1890, von Mathilde Bonaparte)

## Weblinks

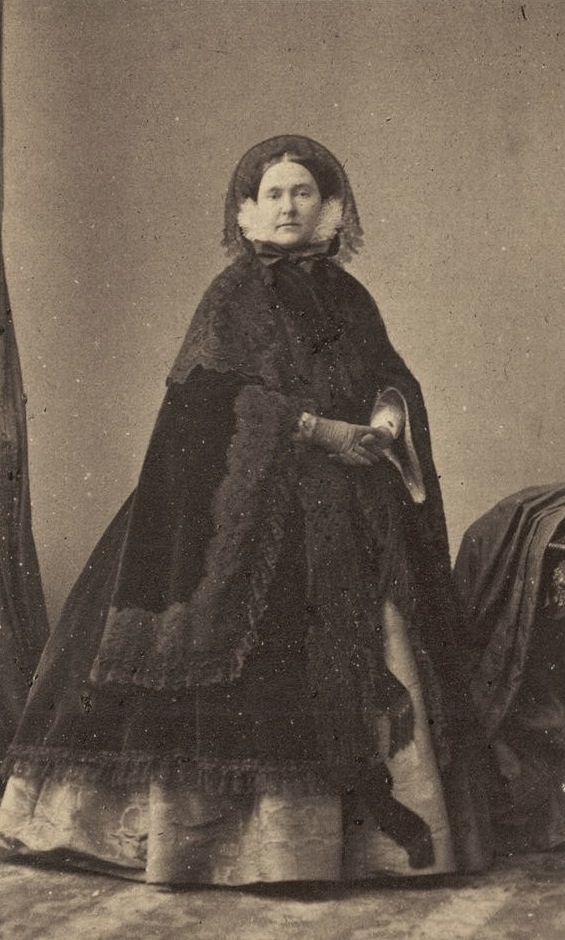
André Adolphe-Eugène Disdéri, Mathilde Bonaparte